# Centaurea pamphylica
Centaurea pamphylica là một loài thực vật có hoa trong họ Cúc. Loài này được Boiss. & Heldr. mô tả khoa học đầu tiên năm 1849.